# Telmanowe
Telmanowe (ukrainisch Тельманове; russisch Тельманово Telmanowo, deutsch Ostheim) ist eine Siedlung städtischen Typs im Osten der Ukraine in der Oblast Donezk mit 4400 Einwohnern (2016). Vom ukrainischen Staat wird der Ort seit dem 12. Mai 2016 Бойківське Bojkiwske genannt.

## Geographie
Die Siedlung im südlichen Donezbecken ist der Verwaltungssitz des Rajon Telmanowe 67 km südlich vom Oblastzentrum Donezk und etwa 50 km nordöstlich von Mariupol.
Der Fluss Kalmius fließt zwölf Kilometer westlich der Siedlung.
Zur Siedlungsgemeinde gehören neben Telmanowe selbst noch das Dorf Sernowe (ukrainisch Зернове, früher deutsch Korntal) mit etwa 210 Einwohnern.

## Geschichte
Die früher deutschsprachige Siedlung Ostheim ist eine Tochtersiedlung der Schwabenkolonie Neu-Hoffnung (heute Teil von Ossypenko bei Berdjansk). Sie wurde im Jahre 1878 auf dem Siedlungsgebiet der Donkosaken begründet und durch deutschsprachige Mennoniten besiedelt. Das Land, 2000 Dessjatinen, wurde zunächst vom Gutsbesitzer, dem Kosakenedelmann Krasnoschtschokow, gepachtet und später für 45 Rubel pro Dessjatine gekauft. 1890 wurde eine Post- und Telegrafenstation im Ort errichtet, 1903 begründete sich ein Konsumverein, der bis zum Russischen Bürgerkrieg 1919 Bestand hatte.
Die Volkszählung von 1897 ergab, dass es im Ort 43 Haushalte mit 358 Einwohnern gab, von denen 273 Deutsche und 85 Russen oder Ukrainer waren. Bis 1917 stieg die Einwohnerzahl auf 450 Bewohner. 1929 wurde der Großteil der Bauern als Kulaken verhaftet und nach Sibirien verbannt, die im Ort ansässigen Handwerker wurden ins benachbarte Korntal (heute Sernowe) abgesiedelt. In die leerstehenden Häuser zogen die russisch-ukrainischen Bewohner der Nachbargemeinden, 1934 wurde dann auch der Rajonssitz vom westlich gelegenen Karan (heute Hranitne) hierher verlegt. Das Dorf trug bis 1935 den deutschen Namen Ostheim (kyrillisch mit Остгейм umschriftet) und wurde dann zu Ehren von Ernst Thälmann in Telmanowo/Telmanowe umbenannt.
Am 13. Oktober 1941 wurde der Ort von Truppen der Wehrmacht erobert und besetzt und am 9. September 1943 von der Roten Armee befreit.
Seit 1971 ist Telmanowe eine Siedlung städtischen Typs.
Im Sommer 2014 wurde der Ort durch Separatisten, welche den Ort der Volksrepublik Donezk anschließen wollen, besetzt.

## Bevölkerung
| 1897 | 1917 | 1926 | 1970 | 1979 | 1989 | 2001 | 2016 |
| ---- | ---- | ---- | ---- | ---- | ---- | ---- | ---- |
| 358  | 450  | 300  | 2900 | 4149 | 5404 | 5337 | 4434 |

Quelle: 1897;
1917;
1970–2016